# Francisco Lansol de Romaní
Francisco Llansol de Romaní e Híjar, VI barón de Gilet, natural del mismo. Nació en el año 1526. Murió en 1625. Fue protagonista en la repoblación de Gilet tras la expulsión de los moriscos de 1609.
Se dedicó muy particularmente al estudio de las matemáticas y a la historia, progresando en términos que a la edad de 18 años había escrito ya una Descripción del Africa, y en particular de la navegación de Flamion cartaginés, enmendó las notas de Florian de Ocampo. Compuso después:
- Compendio del origen y guerra de los turcos
- Collectaneas de piedras de España
- otra obra que trata de los Ríos de España

Llansol se hizo acreedor a muchos elogios; Juan Lorenzo Palmireno, catedrático de retórica en la universidad de Valencia, le llamaba Luz de la historia valenciana y Lorenzo Zurita le honraba con el epíteto de Maestro de las historias. Escolano dice que Llansol para poder componer su Tratado de los Ríos recorrió toda España, gastando casi toda su hacienda, de modo que este le imposibilitó de poder dar a luz ninguna de sus obras cuyos manuscritos fueron a parar a manos de diferentes sujetos. Debemos añadir que si bien Escolano es de parecer que floreció por los años 1520, según hemos dicho, Nicolás Antonio lo dificulta; por último se sospecha que el libro de los Ríos, y de antigüedades de España fueron á parar á manos del P. Francisco Diago , autor de la Historia de los condes de Barcelona.